# Chalarus rectifrons
Chalarus rectifrons är en tvåvingeart som beskrevs av Morakote 1990. Chalarus rectifrons ingår i släktet Chalarus och familjen ögonflugor. Inga underarter finns listade i Catalogue of Life.